# Amy Hobby
Amy Hobby é uma produtora cinematográfica americana. Como reconhecimento, foi nomeada ao Oscar 2016 na categoria de Melhor Documentário em Longa-metragem por What Happened, Miss Simone?.